# Pontos extremos de Liechtenstein

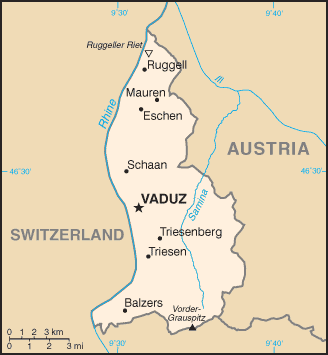
Liechtesntein

Esta é a lista dos pontos extremos de Liechtenstein, onde estão as pontos mais a norte, sul, leste e oeste do território liechtensteiniano, bem como os seus extremos altimétricos.

## Extremos do Liechtenstein
- Ponto mais setentrional: Rio Reno ( Coordenadas : formato inválido)
- Ponto mais meridional: Pico do Mazorakopf/Falknishorn (47° 02′ 55″ N, 9° 33′ 26″ L)
- Ponto mais oriental: Marco de fronteira 28 na fronteira Áustria-Liechtenstein, acima de Nenzinger Himmel (47° 02′ 55″ N, 9° 33′ 26″ L)
- Ponto mais ocidental: Rio Reno (47° 03′ 46″ N, 9° 28′ 18″ L)

## Extremos altimétricos
- Ponto mais alto: Grauspitz, 2599 m (47° 03′ 10″ N, 9° 34′ 54″ L)
- Ponto mais baixo: Bangsefeld, 429 m (47° 15′ 57″ N, 9° 32′ 14″ L)